# Тажиева, Ляззат Лепесбаевна
Ляззат Лепесбаевна Тажиева (каз. Ләззат Лепесбайқызы Тәжиева; 1969, Чимкент — 1999, Шымкент) — советская и казахстанская шахматистка, мастер спорта СССР (1990), международный мастер (1992) среди женщин.
Участница женского чемпионата СССР 1990 г.
Многократная победительница чемпионатов Казахской ССР среди девушек. Бронзовый призёр чемпионата СССР среди девушек.
Чемпионка Казахстана 1992 г. (первый чемпионат после провозглашения независимости).
В составе сборной Казахской ССР серебряный призёр Спартакиады народов СССР 1991 г.
В составе сборной Казахстана участница шахматных олимпиад 1992 и 1994 гг.
В память о шахматистке чемпионаты ее родного города имеют статус мемориалов Тажиевой. Имя шахматистки носит детско-юношеская спортивная школа.

## Основные спортивные результаты
| Год  | Город    | Соревнование                                                          | + | − | = | Результат | Место         |
| ---- | -------- | --------------------------------------------------------------------- | - | - | - | --------- | ------------- |
| 1990 | Подольск | 50-й чемпионат СССР                                                   | 4 | 7 | 6 | 7 из 17   | 14—15         |
| 1991 | Азов     | X Спартакиада народов СССР (женская сборная Казахской ССР, 4-я доска) | 4 | 1 | 2 | 5 из 7    | Команда — 2-я |
| 1992 |          | Чемпионат Казахстана                                                  |   |   |   |           | 1             |
|      | Манила   | XV Олимпиада (сборная Казахстана, 3-я доска)                          | 6 | 2 | 3 | 7½ из 11  |               |
| 1994 | Москва   | XVI Олимпиада (сборная Казахстана, 2-я доска)                         | 5 | 4 | 2 | 6 из 11   |               |